# Église Saint-Rémi de Serval
L'église Saint-Rémi est une église située à Serval, en France.

## Description

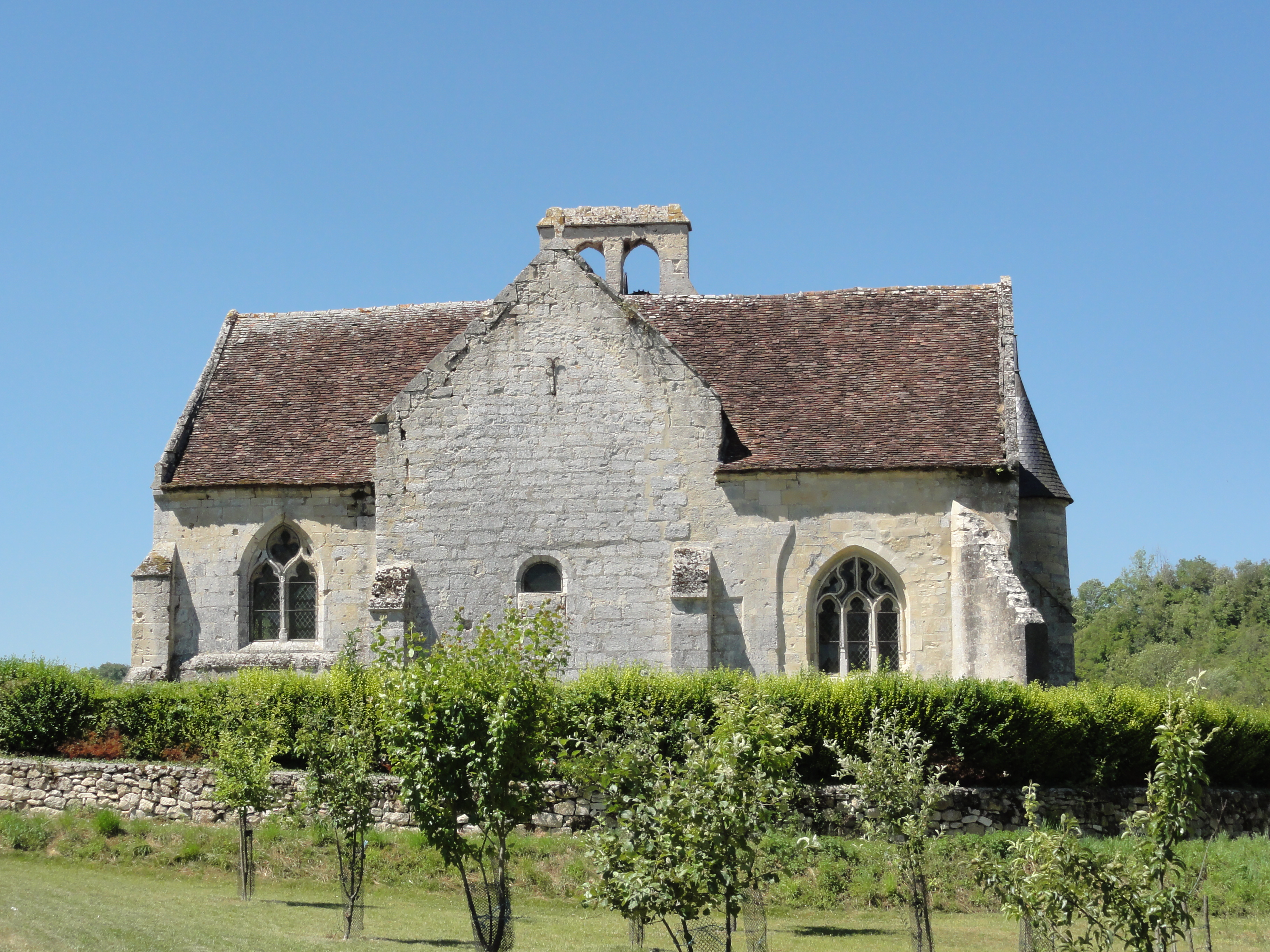
Côté est
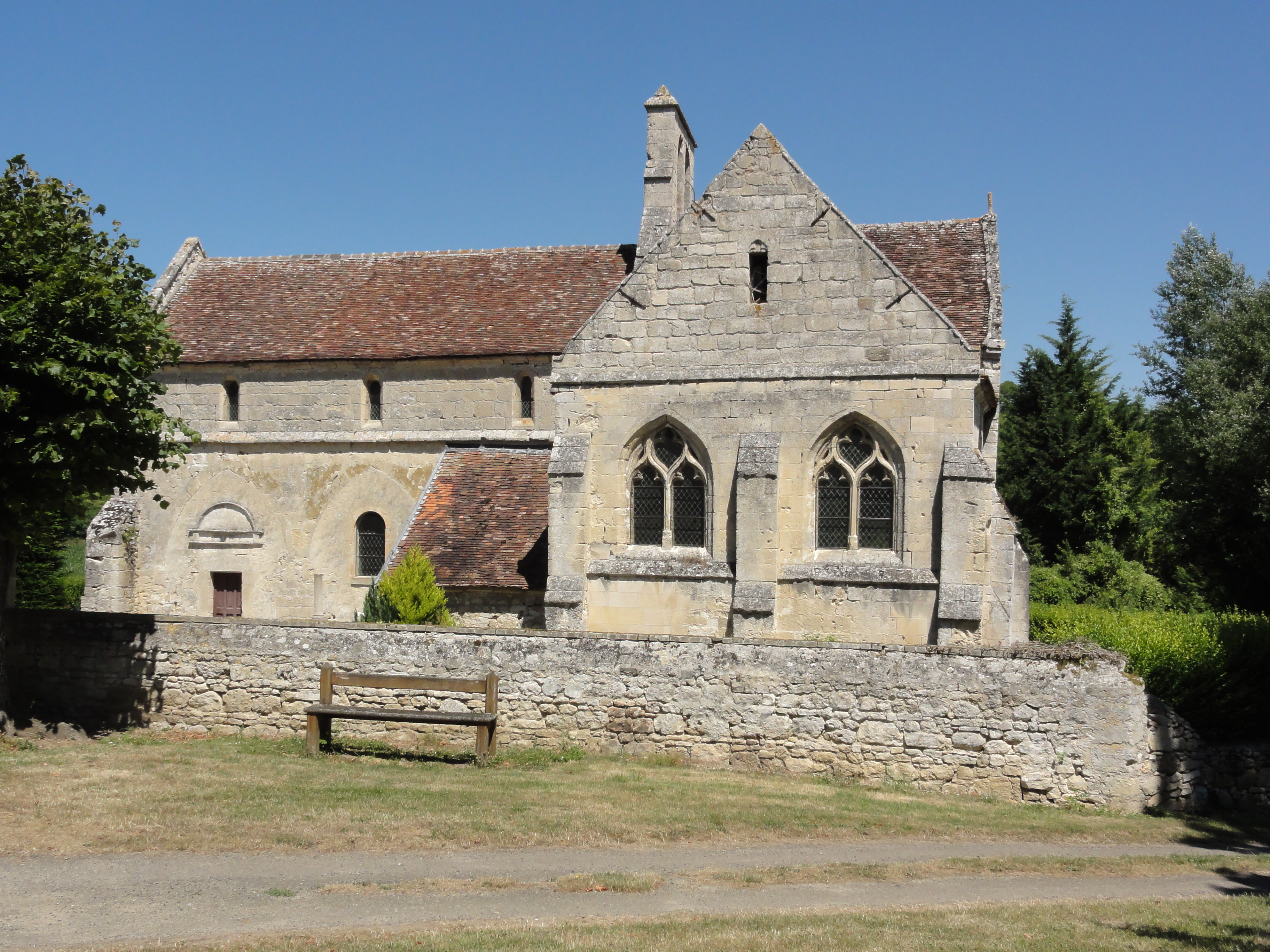
Côté sud
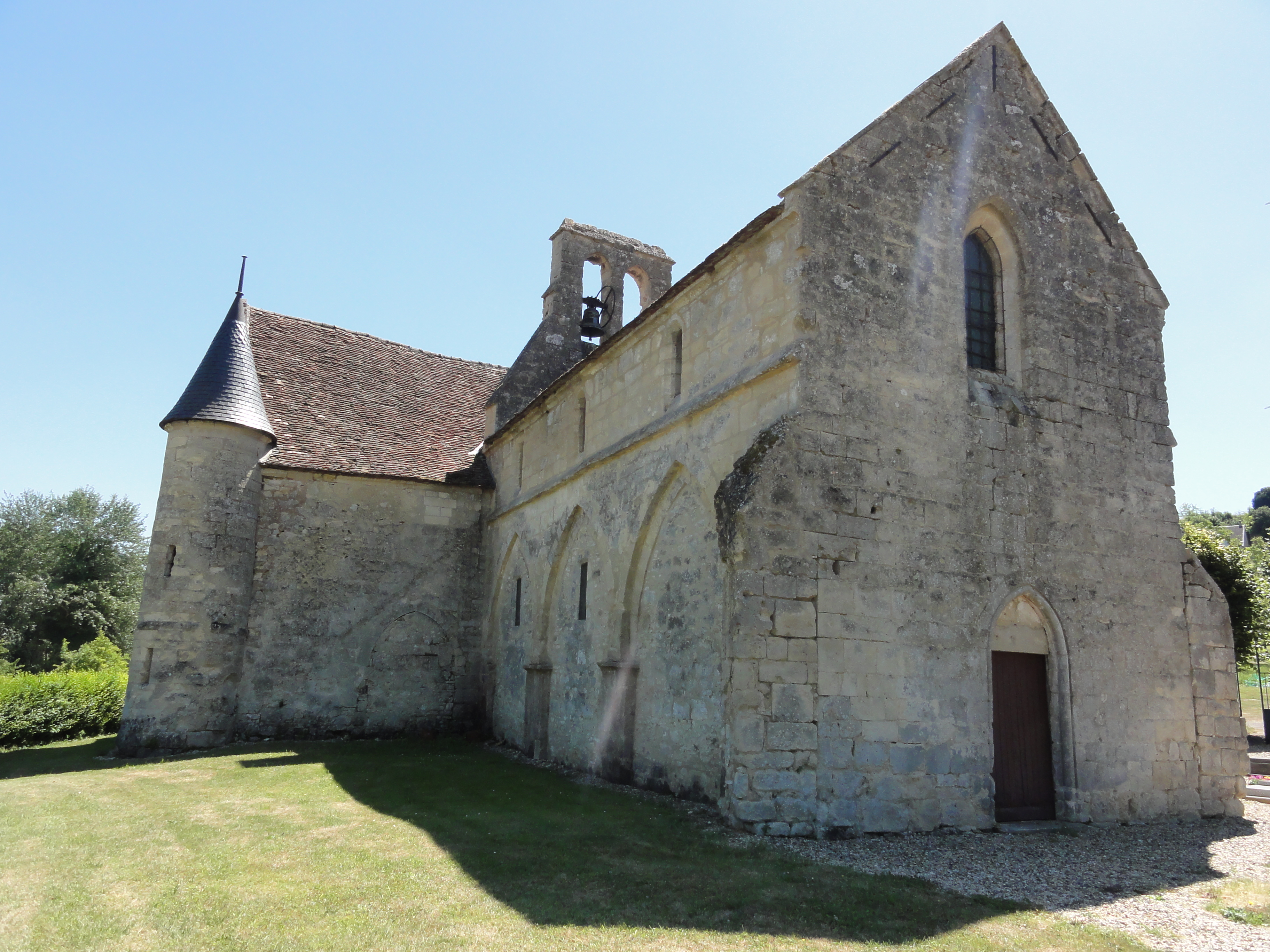
Côté ouest

## Localisation
L'église est située sur la commune de Serval, dans le département de l'Aisne.

## Historique
Le monument est classé au titre des monuments historiques en 1922.